# Torneo Nacional de Clubes 2003
El Torneo Nacional de Clubes de 2003  fue la décima edición del torneo organizado por la Unión Argentina de Rugby que reúne a los mejores clubes de la URBA y del Torneo del Interior. Se llevó a cabo entre el 25 de octubre y el 22 de noviembre de 2003.
Por primera vez en la historia del torneo, se utilizó un formato con fase de grupos en lugar de ser íntegramente disputado a eliminación directa. Además, por primera vez ningún equipo cordobés formó parte del torneo, ya que todos sus representantes fueron eliminados en la primera fase del Torneo del Interior A 2003.
Hindú se consagró campeón al derrotar 31 a 27 en la final al campeón del Torneo del Interior A 2003, Duendes de Rosario, consiguiendo así su tercer título y convirtiéndose en el máximo vencedor del certamen.

## Equipos participantes
Participaron de este torneo dieciséis equipos: los ocho mejor clasificados del Torneo de la URBA 2003 y del Torneo del Interior A 2003.
| Club                           | Vía de clasificación                                      |
| ------------------------------ | --------------------------------------------------------- |
| San Isidro Club                | Campeón del Torneo de la URBA 2003.                       |
| Alumni                         | 3.° puesto en el Torneo de la URBA 2003.                  |
| Hindú                          | 4.° puesto en el Torneo de la URBA 2003.                  |
| Los Tilos                      | 5.° puesto en el Torneo de la URBA 2003.                  |
| Newman                         | 6.° puesto en el Torneo de la URBA 2003.                  |
| Regatas de Bella Vista         | 7.° puesto en el Torneo de la URBA 2003.                  |
| CUBA                           | 8.° puesto en el Torneo de la URBA 2003.                  |
| Pucará                         | 9.° puesto en el Torneo de la URBA 2003.                  |
| Duendes Rugby Club             | Campeón del Torneo del Interior A 2003.                   |
| Cardenales Rugby Club          | Finalista del Torneo del Interior A 2003.                 |
| Universitario de Mar del Plata | Semifinalista del Torneo del Interior A 2003.             |
| Huirapuca                      | Semifinalista del Torneo del Interior A 2003.             |
| Gimnasia y Esgrima de Rosario  | Eliminado en Segunda fase del Torneo del Interior A 2003. |
| Tucumán Rugby Club             | Eliminado en Segunda fase del Torneo del Interior A 2003. |
| Los Tarcos Rugby Club          | Eliminado en Segunda fase del Torneo del Interior A 2003. |
| Universitario de Rosario       | Eliminado en Segunda fase del Torneo del Interior A 2003. |

El Club Atlético San Isidro fue subcampeón del Torneo de la URBA 2003, pero desistió de participar.

### Distribución geográfica de los equipos
Por provincia
| Jurisdicción              | Cant. | Equipos                                                                     |
| ------------------------- | ----- | --------------------------------------------------------------------------- |
| Provincia de Buenos Aires | 8     | Newman, Los Tilos, SIC, Regatas, Alumni, Hindú, Pucará, Universitario (MDP) |
| Provincia de Tucumán      | 4     | Cardenales, Huirapuca, Tarcos, Tucumán Rugby                                |
| Provincia de Santa Fe     | 3     | GER, Universitario (R), Duendes                                             |
| CABA                      | 1     | CUBA                                                                        |

Por unión de origen
| Unión                           | Cant. |
| ------------------------------- | ----- |
| Unión de Rugby de Buenos Aires  | 8     |
| Unión de Rugby de Tucumán       | 4     |
| Unión de Rugby de Rosario       | 3     |
| Unión de Rugby de Mar del Plata | 1     |

## Primera fase

### Zona 1
| Pos. | Equipos                | Partidos | Partidos | Partidos | Tantos | Tantos | Tantos | Pts. |
| Pos. | Equipos                | G        | E        | P        | PF     | PC     | DP     | Pts. |
| ---- | ---------------------- | -------- | -------- | -------- | ------ | ------ | ------ | ---- |
| 1.°  | Gimnasia y Esgrima (R) | 3        | 0        | 0        | 86     | 47     | +39    | 13   |
| 2.°  | San Isidro Club        | 2        | 0        | 1        | 107    | 42     | +65    | 10   |
| 3.°  | Pucará                 | 1        | 0        | 2        | 60     | 85     | -25    | 5    |
| 4.°  | Universitario (MDP)    | 0        | 0        | 3        | 40     | 119    | -79    | 0    |

|  | Clasifica a semifinales |

| 25 de octubre | San Isidro Club | 45 - 7  | Pucará |                                                  |                                                  |
|               |                 | Reporte |        | Árbitro(s): Cristian Sánchez Ruiz (Buenos Aires) | Árbitro(s): Cristian Sánchez Ruiz (Buenos Aires) |

| 25 de octubre | Universitario (MDP) | 11 - 40 | Gimnasia y Esgrima (R) |                                            |                                            |
|               |                     | Reporte |                        | Árbitro(s): Marcelo Toscano (Buenos Aires) | Árbitro(s): Marcelo Toscano (Buenos Aires) |

| 31 de octubre | Gimnasia y Esgrima (R) | 23 - 21 | San Isidro Club |                                             |                                             |
|               |                        | Reporte |                 | Árbitro(s): Ricardo Ponce de León (Tucumán) | Árbitro(s): Ricardo Ponce de León (Tucumán) |

| 1 de noviembre | Universitario (MDP) | 17 - 38 | Pucará |                                            |                                            |
|                |                     | Reporte |        | Árbitro(s): Miguel Sandoval (Buenos Aires) | Árbitro(s): Miguel Sandoval (Buenos Aires) |

| 8 de noviembre | Pucará | 15 - 23 | Gimnasia y Esgrima (R) |                                      |                                      |
|                |        | Reporte |                        | Árbitro(s): Javier Mancuso (Córdoba) | Árbitro(s): Javier Mancuso (Córdoba) |

| 8 de noviembre | San Isidro Club | 41 - 12 | Universitario (MDP) |                                    |                                    |
|                |                 | Reporte |                     | Árbitro(s): Omar Alcocer (Tucumán) | Árbitro(s): Omar Alcocer (Tucumán) |

### Zona 2
| Pos. | Equipos    | Partidos | Partidos | Partidos | Tantos | Tantos | Tantos | Pts. |
| Pos. | Equipos    | G        | E        | P        | PF     | PC     | DP     | Pts. |
| ---- | ---------- | -------- | -------- | -------- | ------ | ------ | ------ | ---- |
| 1.°  | Hindú      | 3        | 0        | 0        | 126    | 71     | +55    | 14   |
| 2.°  | Los Tarcos | 2        | 0        | 1        | 71     | 112    | -41    | 9    |
| 3.°  | Cardenales | 1        | 0        | 2        | 80     | 78     | +2     | 7    |
| 4.°  | Regatas BV | 0        | 0        | 3        | 57     | 73     | -16    | 3    |

|  | Clasifica a semifinales |

| 25 de octubre | Cardenales | 25 - 27 | Los Tarcos |                                       |                                       |
|               |            | Reporte |            | Árbitro(s): Eduardo Blengio (Uruguay) | Árbitro(s): Eduardo Blengio (Uruguay) |

| 25 de octubre | Hindú | 25 - 20 | Regatas BV |                                            |                                            |
|               |       | Reporte |            | Árbitro(s): Miguel Sandoval (Buenos Aires) | Árbitro(s): Miguel Sandoval (Buenos Aires) |

| 1 de noviembre | Hindú | 69 - 22 | Los Tarcos |                                        |                                        |
|                |       | Reporte |            | Árbitro(s): Santiago Borsani (Rosario) | Árbitro(s): Santiago Borsani (Rosario) |

| 1 de noviembre | Regatas BV | 19 - 26 | Cardenales |                                              |                                              |
|                |            | Reporte |            | Árbitro(s): Juan Pablo Spirandelli (Rosario) | Árbitro(s): Juan Pablo Spirandelli (Rosario) |

| 8 de noviembre | Cardenales | 29 - 32 | Hindú |                                         |                                         |
|                |            | Reporte |       | Árbitro(s): Marcelo Domínguez (Córdoba) | Árbitro(s): Marcelo Domínguez (Córdoba) |

| 8 de noviembre | Los Tarcos | 22 - 18 | Regatas BV |                                    |                                    |
|                |            | Reporte |            | Árbitro(s): Eduardo Garnica (Cuyo) | Árbitro(s): Eduardo Garnica (Cuyo) |

### Zona 3
| Pos. | Equipos    | Partidos | Partidos | Partidos | Tantos | Tantos | Tantos | Pts. |
| Pos. | Equipos    | G        | E        | P        | PF     | PC     | DP     | Pts. |
| ---- | ---------- | -------- | -------- | -------- | ------ | ------ | ------ | ---- |
| 1.°  | Alumni     | 3        | 0        | 0        | 107    | 47     | +60    | 15   |
| 2.°  | Tucumán RC | 2        | 0        | 1        | 81     | 77     | +4     | 9    |
| 3.°  | CUBA       | 0        | 1        | 2        | 110    | 133    | -23    | 5    |
| 4.°  | Huirapuca  | 0        | 1        | 2        | 67     | 108    | -41    | 4    |

|  | Clasifica a semifinales |

| 25 de octubre | Alumni | 40 - 25 | CUBA |                                            |                                            |
|               |        | Reporte |      | Árbitro(s): Leonardo Borghi (Buenos Aires) | Árbitro(s): Leonardo Borghi (Buenos Aires) |

| 25 de octubre | Huirapuca | 13 - 20 | Tucumán RC |                                      |                                      |
|               |           | Reporte |            | Árbitro(s): Miguel Cirelli (Tucumán) | Árbitro(s): Miguel Cirelli (Tucumán) |

| 1 de noviembre | Huirapuca | 47 - 47 | CUBA |                                      |                                      |
|                |           | Reporte |      | Árbitro(s): Javier Mancuso (Córdoba) | Árbitro(s): Javier Mancuso (Córdoba) |

| 1 de noviembre | Tucumán RC | 15 - 26 | Alumni |                                         |                                         |
|                |            | Reporte |        | Árbitro(s): Marcelo Domínguez (Córdoba) | Árbitro(s): Marcelo Domínguez (Córdoba) |

| 8 de noviembre | Alumni | 41 - 7  | Huirapuca |                                            |                                            |
|                |        | Reporte |           | Árbitro(s): Leonardo Borghi (Buenos Aires) | Árbitro(s): Leonardo Borghi (Buenos Aires) |

| 8 de noviembre | CUBA | 38 - 46 | Tucumán RC |                                 |                                 |
|                |      | Reporte |            | Árbitro(s): Andrés Gómez (Cuyo) | Árbitro(s): Andrés Gómez (Cuyo) |

### Zona 4
| Pos. | Equipos           | Partidos | Partidos | Partidos | Tantos | Tantos | Tantos | Pts. |
| Pos. | Equipos           | G        | E        | P        | PF     | PC     | DP     | Pts. |
| ---- | ----------------- | -------- | -------- | -------- | ------ | ------ | ------ | ---- |
| 1.°  | Duendes           | 3        | 0        | 0        | 99     | 50     | +49    | 14   |
| 2.°  | Universitario (R) | 2        | 0        | 1        | 82     | 75     | +7     | 11   |
| 3.°  | Los Tilos         | 1        | 0        | 2        | 87     | 78     | +9     | 7    |
| 4.°  | Newman            | 0        | 0        | 3        | 81     | 146    | -65    | 4    |

|  | Clasifica a semifinales |

| 25 de octubre | Duendes | 22 - 16 | Universitario (R) |                                            |                                            |
|               |         | Reporte |                   | Árbitro(s): Lucas Diez Rodríguez (Rosario) | Árbitro(s): Lucas Diez Rodríguez (Rosario) |

| 25 de octubre | Los Tilos | 53 - 28 | Newman |                                            |                                            |
|               |           | Reporte |        | Árbitro(s): Martín Cesarsky (Buenos Aires) | Árbitro(s): Martín Cesarsky (Buenos Aires) |

| 1 de noviembre | Los Tilos | 27 - 33 | Universitario (R) |                                    |                                    |
|                |           | Reporte |                   | Árbitro(s): Omar Alcocer (Tucumán) | Árbitro(s): Omar Alcocer (Tucumán) |

| 1 de noviembre | Newman | 27 - 60 | Duendes |                                            |                                            |
|                |        | Reporte |         | Árbitro(s): Víctor Rabuffetti (Entre Ríos) | Árbitro(s): Víctor Rabuffetti (Entre Ríos) |

| 8 de noviembre | Duendes | 17 - 7  | Los Tilos |                                             |                                             |
|                |         | Reporte |           | Árbitro(s): Ricardo Ponce de León (Tucumán) | Árbitro(s): Ricardo Ponce de León (Tucumán) |

| 8 de noviembre | Universitario (R) | 33 - 26 | Newman |                                            |                                            |
|                |                   | Reporte |        | Árbitro(s): Víctor Rabuffetti (Entre Ríos) | Árbitro(s): Víctor Rabuffetti (Entre Ríos) |

## Fase final
|  | Semifinales     | Semifinales     |         |       | Final           | Final           |  |
|  | 15 de noviembre | 15 de noviembre |         |       | 22 de noviembre | 22 de noviembre |  |
|  |                 |                 |         |       |                 |                 |  |
|  |                 |                 |         |       |                 |                 |  |
|  | GER             | 31              |         |       |                 |                 |  |
|  | GER             | 31              |         |       |                 |                 |  |
|  | Hindú           | 52              |         |       |                 |                 |  |
|  | Hindú           | 52              |         | Hindú | 31              |                 |  |
|  |                 |                 |         | Hindú | 31              |                 |  |
|  |                 |                 | Duendes | 27    |                 |                 |  |
|  | Duendes         | 24              | Duendes | 27    |                 |                 |  |
|  | Duendes         | 24              |         |       |                 |                 |  |
|  | Alumni          | 20              |         |       |                 |                 |  |
|  | Alumni          | 20              |         |       |                 |                 |  |
|  |                 |                 |         |       |                 |                 |  |

Semifinales
| 15 de noviembre | Duendes | 24 - 20 | Alumni |                                           |                                           |
|                 |         | Reporte |        | Árbitro(s): Víctor Rabufetti (Entre Ríos) | Árbitro(s): Víctor Rabufetti (Entre Ríos) |

| 15 de noviembre | Gimnasia y Esgrima (R) | 31 - 52 | Hindú |                                             |                                             |
|                 |                        | Reporte |       | Árbitro(s): Ricardo Ponce de León (Tucumán) | Árbitro(s): Ricardo Ponce de León (Tucumán) |

Final
| 22 de noviembre | Hindú | 31 - 27 | Duendes |                                             |                                             |
|                 |       | Reporte |         | Árbitro(s): Ricardo Ponce de León (Tucumán) | Árbitro(s): Ricardo Ponce de León (Tucumán) |

| Bandera de la Provincia de Buenos Aires |
| Hindú Campeón                           |
| Tercer título                           |
|                                         |